# Magazin24
Magazin24 är en lokaltidning som ges ut i Västra Mälardalen, i kommunerna Köping, Arboga, Hallstahammar och Kungsör en gång per vecka med en upplaga på 20 000 exemplar. Tidningen startades hösten 2000 under namnet Magazin Köping. Under årens lopp har tidningen även haft namnet Magazin KAK och Magazin Västra Mälardalen.
Magazin24 publicerar dagligen lokala nyheter på internet sedan starten 2000. Under åren 2000-2006 hade nättidningen namnet Koping.nu med enbart Köping som bevakningsområde.
Chefredaktör för tidningen är (2020) är Henrik Hansson. Övriga anställda journalister är David Eriksson och Karl Beijbom. Vd för tidningen, som numera även kommer ut i Eskilstuna kommun en gång i månaden under namnet Magazin Etuna, är Tony Löfling. 